# Parineeti Chopra

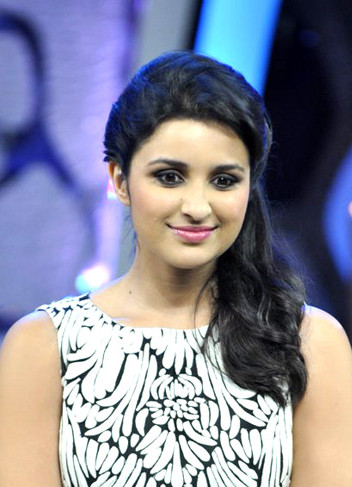
Parineeti Chopra 2013

Parineeti Chopra (hindi; परिणीति चोपड़ा [pəriːniːt̪iː ˈtʃoːpɽaː]; geboren am 22. Oktober 1988 in Ambala, Haryana) ist eine indische Schauspielerin, die in Bollywoodfilmen mitspielt. Sie ist eine Cousine der Schauspielerin Priyanka Chopra.

## Leben
Ihr Vater, Pawan Chopra, ist Unternehmer und ihre Mutter ist Reena Chopra. Sie hat zwei Brüder: Shivang und Saraj.
Im Alter von 17 Jahren zog Parineeti Chopra nach London, um eine Karriere im Investitionsbankwesen zu machen, aber nach dem Erreichen eines dreifachen Ehrengrads im Geschäft, Finanz und Volkswirtschaft an der Geschäftsschule Manchester, hat sie sich 2009 dazu entschieden, nach Indien zurückzukehren. Sie hat sich Yash Raj Films als PR-Berater angeschlossen.
Zu Beginn, wollte Chopra keine Schauspielerin werden. Durch die enge Zusammenarbeit mit Schauspielern änderte sie ihre Meinung und später wurde sie von der Produktionsfirma als Schauspielerin unter Vertrag genommen.

## Karriere
Chopra gab 2011 ihr Debüt mit einer Nebenrolle in der romantischen Komödie Ladies vs Ricky Bahl neben Ranveer Singh und Anushka Sharma, der ein gemäßigter Kassenschlager wurde.
Ihre Leistung im Filme als reiches verzogenes Mädchen, wurde jedoch von Kritikern gepriesen. Sie gewann den Filmfare-Preis für das Beste Weibliche Debüt und eine Nominierung für die Beste Nebendarstellerin.
Im nächsten Jahr übernahm sie die weibliche Hauptrolle in Ishaqzaade, einem romantischen Drama, der sich als kritischer und kommerzieller Erfolg erwiesen hat. Chopra wurde für ihre Darbietung in Shuddh Desi Romance und in Karan Johars Hasee Toh Phasee gelobt. Der Film Kill Dil in dem sie wieder mit Ranveer Singh zu sehen war, konnte die Zuschauer und Kritiker nicht überzeugen, der Film floppte und Parineeti Chopra entschied sich dazu, erstmals eine Pause einzulegen, bevor sie für einen weiteren Film unterschreibt.

## Filmografie
- 2011: Ladies vs Ricky Bahl
- 2012: Ishaqzaade
- 2013: Shuddh Desi Romance
- 2014: Hasee Toh Phasee
- 2014: Daawat-e-Ishq
- 2014: Kill Dil
- 2017: Meri Pyaari Bindu
- 2017: Golmaal Again
- 2018: Namaste England